# 글로리어스 엔터테인먼트
글로리어스 엔터테인먼트는 대한민국의 연예기획사이다.

## 소속 연예인
- 홍진기
- 최재현
- 남민우
- 남태훈
- 장유빈
- 장해민

## 과거 소속 연예인
- 현우
- 이재우
- 이청미
- 박태인
- 이호원
- 지창욱